# 다다오촌
다다오촌(忠生村)은 도쿄도 미나미타마군에 설치되었던 촌이다.